# John Bell (voyageur)
Pour les articles homonymes, voir John Bell et Bell.
John Bell (1691-1780) est un  médecin et explorateur écossais. Il a rédigé une chronique de ses voyages dans Voyages depuis St. Petersbourg en Russie dans diverses contrées de l'Asie (traduction publiée en français en 1766).

## Biographie
John Bell naît à Antermony, près de Milton of Campsie en Écosse en 1691. Il étudie la médecine à Glasgow et, en 1714, se rend à Saint-Pétersbourg en Russie, où un compatriote écossais parvient à le faire nommer médecin d'Artemy Volynsky (en), homme d'État récemment nommé ambassadeur pour la Perse. Les deux voyagent ensemble de 1715 à 1718. Les quatre années suivantes, Bell se rend en Chine, passant par la Sibérie et les grands déserts de la Tartarie. À peine remis de ses fatigues de voyage, Pierre de Russie ordonne qu'il l'accompagne lors de son expédition à Derbent pour observer les Portes de fer de la mer Caspienne (qui auraient été construites sur les ordres d'Alexandre le Grand). En 1737, le gouvernement russe envoie à nouveau Bell en mission à Constantinople où, après un an de service, il s'installe comme marchand dans la ville. En 1746, il épouse Mary Peters, une lady russe, puis retourne en Écosse, où il passera le reste de sa vie sur son domaine. Après de longues années de bénévolat et de philanthropie, il meurt à Antermony le 1er juillet à l'âge de 89 ans.
Ses récits de voyage, publiés à Glasgow en 1763, traduits en français en 1766, ont été largement diffusés en Europe

## Œuvres
Le seul ouvrage de Bell est son Travels from St. Petersburg in Russia to various parts of Asia en deux volumes, imprimés par Robert et Andrew Foulis à Glasgow en 1763,. Le magazine The Quarterly Review indique que Bell a souhaité de l'aide pour la rédaction de son ouvrage, mais que William Robertson, qui ne pouvait l'aider, lui a conseillé de s'inspirer de Voyages de Gulliver. En plus de l'édition de Glasgow, l'ouvrage a été publié à Dublin en 1764, à Londres en 1764 (chez W. Homer, sis sur la Strand), à Édimbourg (1788 et 1806), puis réimprimé dans le septième volume de la Collection of Voyages and Travels de John Pinkerton. Une traduction complète en français, Voyages depuis St. Petersbourg en Russie dans diverses contrées de l'Asie, est parue à Paris en 1766 (8 volumes).

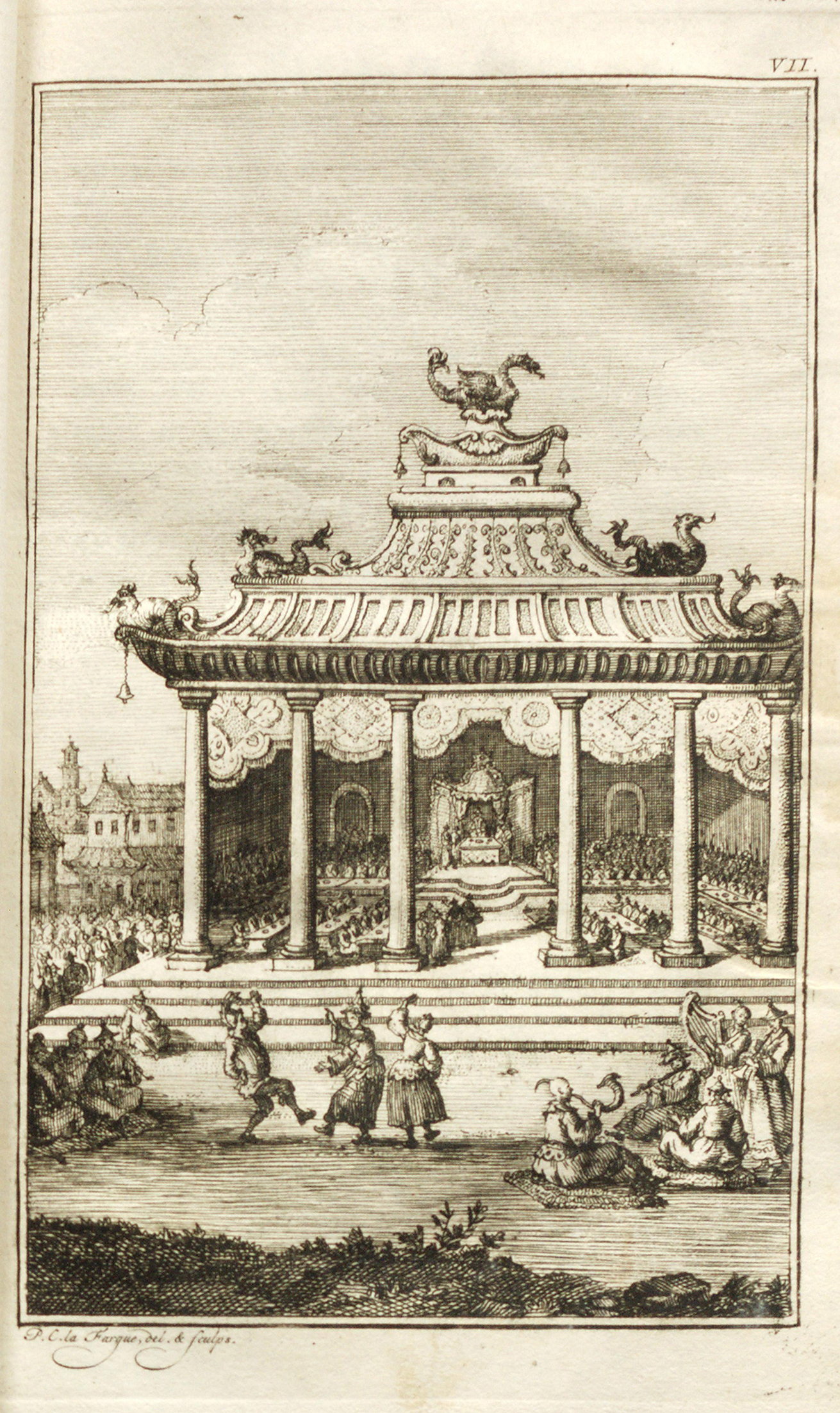
Planche VII, traduction en néerlandais des Travels from St. Petersburg in Russia to various parts of Asia
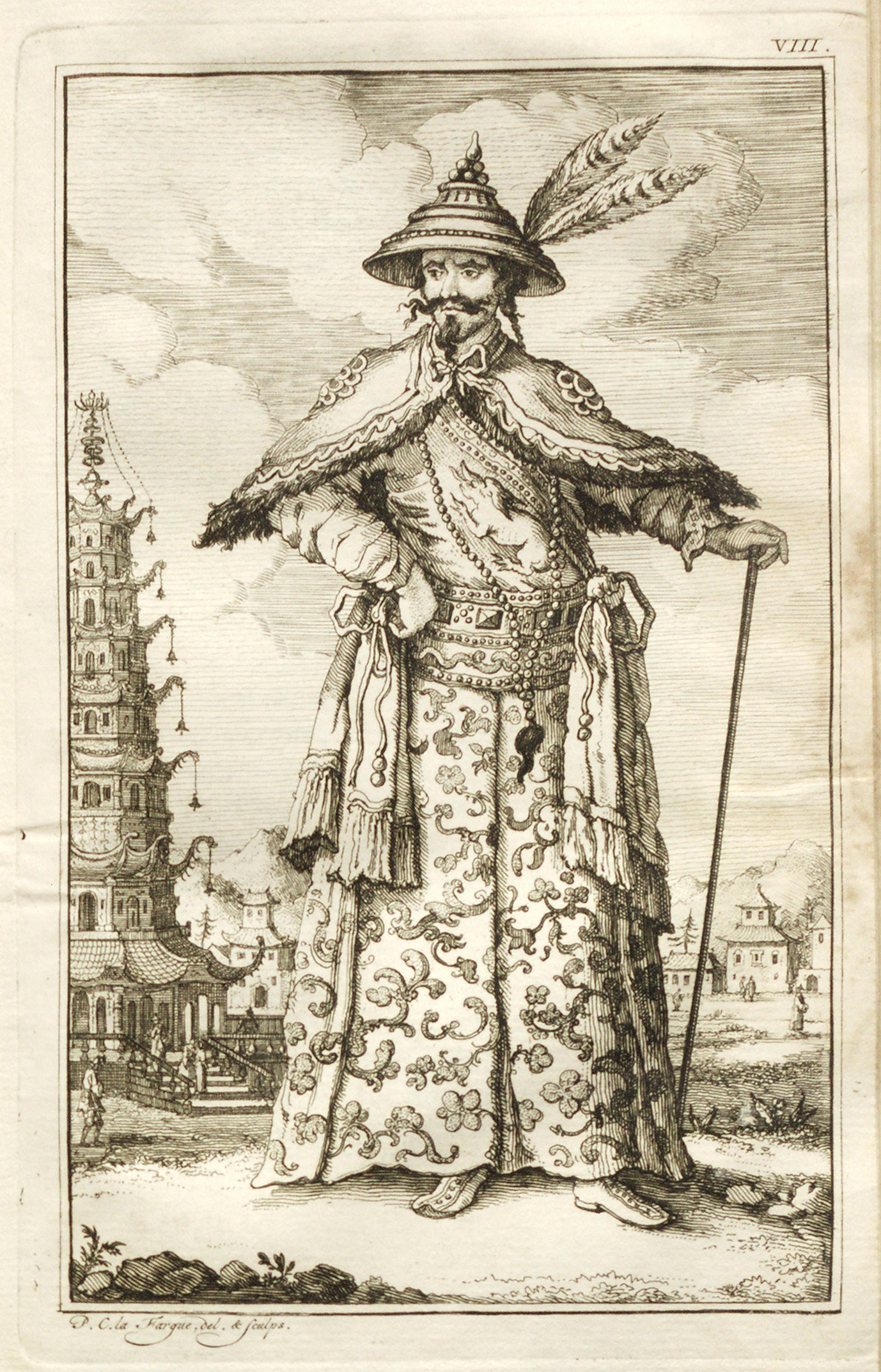
Planche VIII, traduction en néerlandais
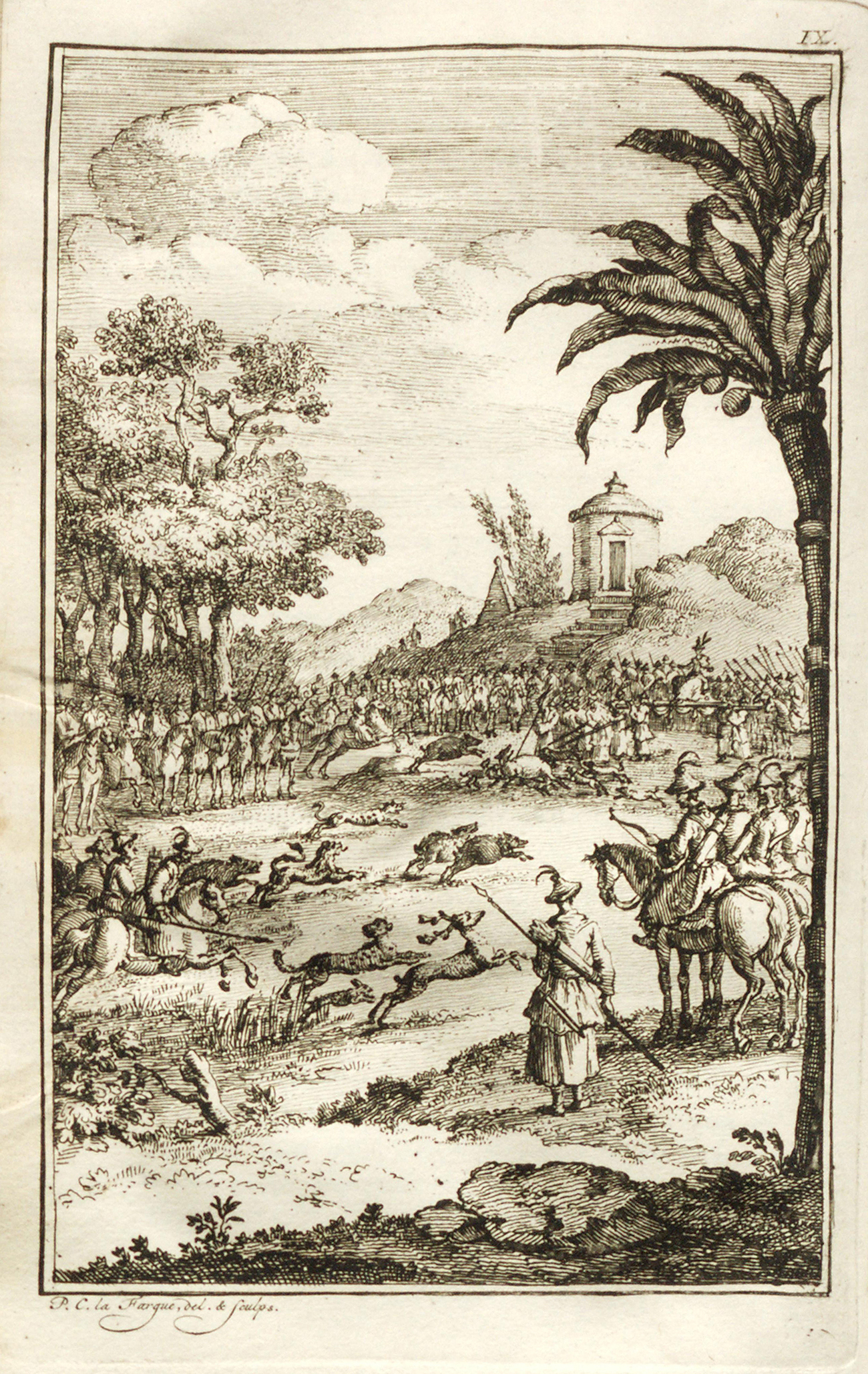
Planche IX, traduction en néerlandais
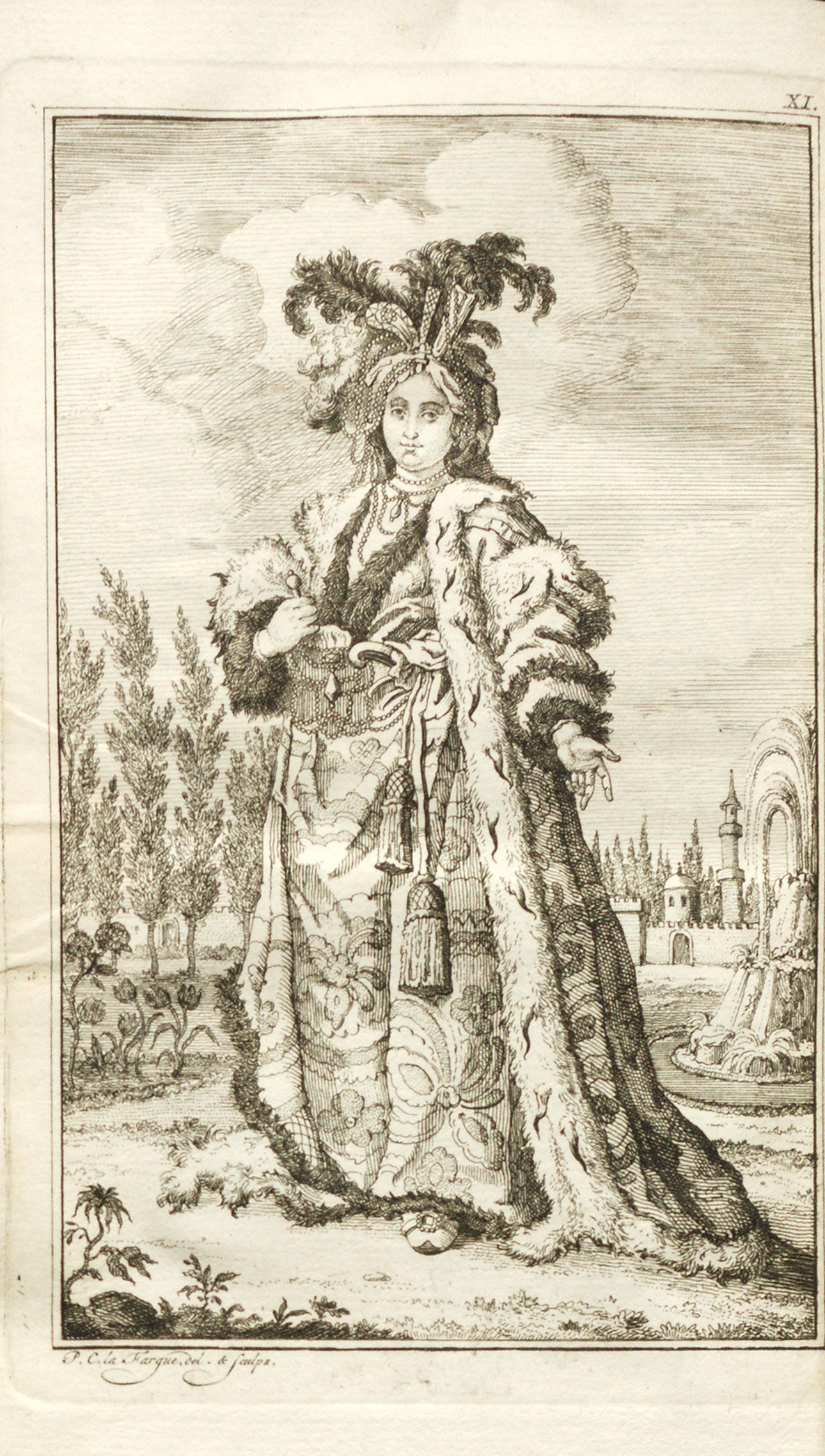
Planche XI, traduction en néerlandais

- (en) John Bell, Travels from St. Petersburgh in Russia, to various parts of Asia, vol. 1, Édimbourg, William Creech, 1788
Édition de Glasgow : (en) John Bell, Travels from St. Petersburgh in Russia, to various parts of Asia, vol. 1, Glasgow, Robert & Andrew Foulis, 1763 (lire en ligne [PDF])
- (en) John Bell, Travels from St. Petersburgh in Russia, to various parts of Asia, vol. 2, Édimbourg, William Creech, 1763
Édition de Glasgow : (en) John Bell, Travels from St. Petersburgh in Russia, to various parts of Asia, vol. 2, Glasgow, Robert & Andrew Foulis, 1763 (lire en ligne [PDF])